# Escândalo do IRB

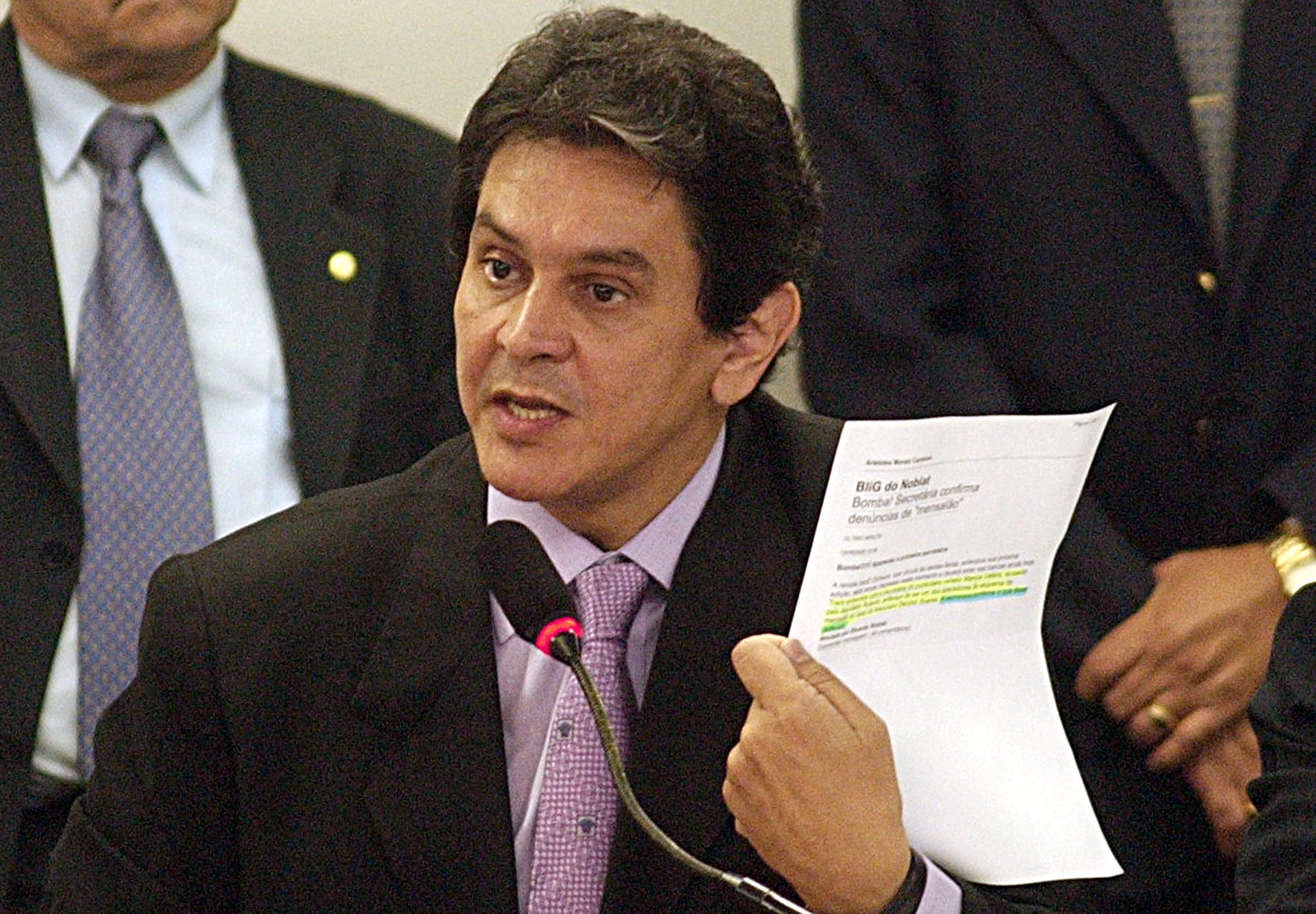
Roberto Jefferson Um dos principais envolvidos no escândalo.

O Escândalo do IRB, foi o nome popularmente usado para designar, o escândalo de corrupção referente a uma mesada de 400.000 reais cobrada pelo PTB ao dirigente do Instituto de Resseguros do Brasil; este conseguia o dinheiro via operações administrativas irregulares.
Entre os acusados destacam-se o ex-deputado Roberto Jefferson, o corretor de seguros Henrique Brandão e Luiz Appolonio Neto na época presidente da estatal.

## O Escândalo
No dia 14 de maio de 2005, sábado,  chega às bancas do Brasil a edição de número 1906 da revista semanal Veja, datada de 25 de maio de 2005, quarta-feira, em cuja na capa pode-se ler a manchete: "Só de uma estatal, Roberto Jefferson, do PTB, exigia 400.000 reais por mês". Na página 40, a reportagem "Mesada de 400.000 reais para o PTB" conta que a estatal supracitada seria o IRB, e que o seu na época presidente, deveria entregar mensalmente ao PTB 400.000 reais via operações administrativas irregulares. De acordo com o hebdomadário, o economista Lídio Duarte, funcionário de carreira da estatal , chegou a presidência da estatal através de indicação política de José Carlos Martinez, líder do PTB até sua morte em um acidente aéreo em 2003.
Após a morte do já citado, Roberto Jefferson passa a ser o presidente do partido. Henrique Brandão, corretor de seguros que costumava circular pelos corredores da estatal, teria entrado no gabinete de Lídio e sem pestanejar teria dito a ao presidente da estatal que gestão a partir do dia da conversa teria que mensalmente pagar 400.000 reais ao PTB. Ao verificar se Henrique realmente teria falado a verdade com Jefferson, este teria dito que era amigo de Henrique Brandão, e necessitava da "colaboração" dos presidentes de estatais indicados pelo partido.
De acordo com a publicação, a pressão para o pagamento da mesada ao PTB foram tão fortes que levaram ao pedido de demissão de Lídio Duarte. Em substituição a Lídio, o PTB, mais especificamente o ex-governador Luiz Antonio Fleury e o deputado Roberto Jefferson, indicou Luiz Appolonio Neto. O IRB que tinha o monopólio no mercado de resseguros internacionais, resolve dividi-lo entre 23 corretoras credenciadas, cada qual gerando uma participação em comissões. A corretora do amigo de Jefferson, Henrique Brandão, abocanha 10% de todos os seguros de embarcações e 20% dos de empresas aéreas, nesse ambiente os negócios dele cresciam a quantidade de 25% ao ano.

### Favorecimento de Corretoras
Na edição 1907 da revista Veja, datada de 01 de junho de 2005, é relatado como o corretor de seguros Henrique Brandão tem relações políticas, familiares e comerciais com o deputado Roberto Jefferson. Segundo a revista, todo esse poder seria suficiente para fazer com que diretores de estatais fizessem de tudo, incluindo violar normas, para entregar seguros na mão de Henrique Brandão.
Na publicação, é relatado que um dos diretores da estatal Furnas, o mineiro Rodrigo Botelho Campos, teria mandado carta ao IRB entregando a operação de resseguros da empresa pública para a corretora de Henrique Brandão, a Assurê, sendo assim Henrique teria fechado um negócio de 2,2 milhões de reais. Um técnico do IRB, Roberto Carvalho, suspeitou da ação através dos seguintes questionamentos :
1. Furnas já tem resseguradora, a PWS;
2. A Assurê é corretora de seguros, e não de resseguro;
3. Cabe única e exclusivamente ao IRB indicar as resseguradoras.

Ignorando isso a direção do IRB aceitou a indicação de Furnas. Com isso a Assurê, em conjunto da resseguradora americana Acordia, que diferente da PWS não tem tradição no mercado, ganham o negócio. Na Infraero, estatal que cuida dos aeroportos no Brasil, ocorreu caso parecido, no fim do ano de 2004, a estatal lança um edital para contratar uma seguradora, e no documento afirma que para baratear custos estava proibida a contratação de corretoras. A Bradesco Seguros vencedora da licitação, teria recebido uma carta da Infraero no qual era informada que já tinha duas corretoras de seguros "únicas e exclusivas": a AON, empresa tradicional no mercado, e Assurê de Henrique Brandão. Ou seja, a Infraero mandou fazer o que seu edital proibia que era contratar uma corretora. Na época foi estimado, que Assurê, com o negócio estivesse ganhando em torno de 1 milhão de reais ao ano.
Na Eletronuclear houve esquema parecido, o diretor da estatal José Marcos Castilho admitiu que recomendou que a supracitada estatal contratasse a corretora Assurê. É calculado que neste negócio a Assurê tenha ganhado 360.000 dólares. O diretor Castilho falou também que quem pediu para a Assurê ser incluída no negócio foi outro diretor, Luiz Rondon Teixeira de Magalhães Filho, que era conhecido como homem do PTB na estatal. Segundo a revista, o principal assessor de Magalhães Filho é Marcus Vinícius Vasconcelos Ferreira, genro de Roberto Jefferson, que na época era sócio de Brandão.
Segundo a publicação, os privilégios do IRB para à Assurê começaram em 2003. Neste ano, como exemplo, à Assurê habilitou-se junto ao IRB para disputar um contrato que reúne 54% das operações de seguros do país - o maior do mercado. Por sua importância, esse contrato fica com resseguradoras conhecidas no mercado. Porém em 2003, 12,5% do contrato foi para à Assurê de Henrique Brandão, uma corretora que fazia sua estreia no mercado de resseguros.

## Consequências
No apresentada uma prévia do relatório final da CPI dos Correios, que investigou entre outras coisas o escândalo do IRB, nele é constatado que houve uma operação irregular no pagamento na ordem de quase 15 milhões de reais, do seguro da Companhia Fiação e Tecidos Guaratinguetá referente a um incêndio ocorrido na companhia citada. Há irregularidade estaria que à apólice de seguro da companhia estaria vencida na data do sinistro, mas mesmo assim a direção do IRB aceitou    apólice emitida em 29 de setembro de 2004, retroagindo a data do incêndio, e pagando a quantia de 14,8 milhões de reais para a Companhia.
A CPI também constatou que houve favorecimento de corretoras escolhidas pelo IRB para atuar no amo de resseguros facultativos  no exterior.
Após a queda dos envolvidos no escândalo, foi nomeado por indicação do então Ministro da Fazenda, Antonio Palocci, o ex-secretário de Política Econômica, o economista Marcos Lisboa, que era conhecido por ter um ótimo currículo. Teve como primeira função limpar os quadros da estatal de apadrinhados de Roberto Jefferson.